# Pallamano ai Giochi della XXIX Olimpiade - Torneo maschile

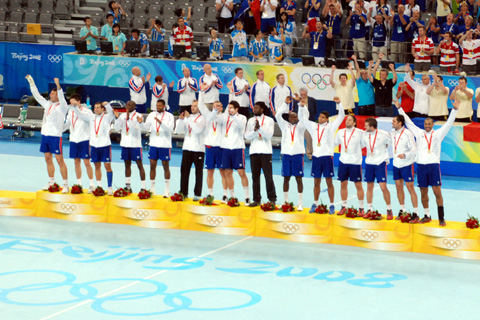
Giocatori della nazionale francese sul gradino più alto del podio.

Il torneo maschile di pallamano ai Giochi della XXIX Olimpiade si è svolto dal 10 al 24 agosto 2008 ed è stato ospitato dall'Olympic Sports Centre Gymnasium e, per le fasi finali, dallo stadio coperto nazionale di Pechino.
La medaglia d'oro è stata vinta per la prima volta dalla Francia, che in finale ha superato l'Islanda per 28-23, alla quale è andata la medaglia d'argento. La medaglia di bronzo è andata alla Spagna, che nella finale per il terzo posto ha sconfitto la Croazia.
La fase preliminare a gironi vide la Francia vincere il girone A con quattro vittorie e un pareggio contro la Polonia. Il girone B, invece, fu molto combattuto e i campioni mondiali in carica della Germania vennero eliminati, mentre l'Islanda riuscì nell'impresa di qualificarsi alla fase a eliminazione diretta. Nei quarti di finale l'Islanda eliminò la Polonia, vice campione del mondo, mentre in semifinale gli islandesi eliminarono la Spagna in una partita nella quale rimasero sempre davanti nel punteggio, nonostante gli spagnoli avessero raggiunto il pareggio in un paio di occasioni. Nell'altra semifinale i francesi sconfissero i croati, campioni olimpici in carica. La finale vide la Francia in prevalente controllo della partita, fino a raggiungere un massimo vantaggio di nove reti, per poi chiudere con cinque reti di scarto sull'Islanda, sorpresa del torneo.

## Formato
Le dodici squadre partecipanti sono state inserite in un due gironi da sei squadre ciascuno, e ciascuna squadra affronta tutte le altre del girone per un totale di cinque giornate. Le prime quattro classificate accedevano ai quarti di finale, mentre le quinte e seste classificate accedevano alla finale per il piazzamento. Le sconfitte dai quarti di finale partecipavano a dei play-off per la definizione dei piazzamenti.

## Squadre partecipanti
|                                     | Data                         | Sede     | Posti | Qualificate     |
| ----------------------------------- | ---------------------------- | -------- | ----- | --------------- |
| Paese organizzatore                 |                              |          | 1     | Cina            |
| Campionato mondiale 2007            | 19 gennaio - 4 febbraio 2007 | Germania | 1     | Germania        |
| Giochi panamericani 2007            | 14-22 luglio 2007            | Brasile  | 1     | Brasile         |
| Campionato africano 2008            | 10-17 gennaio 2008           | Angola   | 1     | Egitto          |
| Campionato europeo 2008             | 17-27 gennaio 2008           | Norvegia | 1     | Danimarca       |
| Torneo asiatico di qualificazione   | 30 gennaio 2008              | Giappone | 1     | Corea del Sud   |
| Torneo olimpico di qualificazione 1 | 30 maggio - 1º giugno 2008   | Polonia  | 2     | Polonia Islanda |
| Torneo olimpico di qualificazione 2 | 28-30 marzo 2008             | Francia  | 2     | Francia Spagna  |
| Torneo olimpico di qualificazione 3 | 28-30 marzo 2008             | Croazia  | 2     | Croazia Russia  |
| Totale                              |                              |          | 12    |                 |

## Fase a gironi

### Girone A

#### Classifica
| Pos. | Squadra | Pt | G | V | N | P | GF  | GS  | DR  |
| ---- | ------- | -- | - | - | - | - | --- | --- | --- |
| 1.   | Francia | 9  | 5 | 4 | 1 | 0 | 148 | 115 | +33 |
| 2.   | Polonia | 7  | 5 | 3 | 1 | 1 | 147 | 128 | +19 |
| 3.   | Croazia | 6  | 5 | 3 | 0 | 2 | 140 | 115 | +25 |
| 4.   | Spagna  | 6  | 5 | 3 | 0 | 2 | 152 | 145 | +7  |
| 5.   | Brasile | 2  | 5 | 1 | 0 | 4 | 129 | 153 | -24 |
| 6.   | Cina    | 0  | 5 | 0 | 0 | 5 | 104 | 164 | -64 |

#### Risultati
| Arbitro: | Lemme, Ullrich |

|                    |           |          |
| Lacković, Džomba 5 | Marcatori | García 8 |

| Arbitro: | Din, Dinu |

|           |           |         |
| Girault 7 | Marcatori | Ertel 5 |

| Arbitro: | Karbaschi, Kolahdouzan |

|           |           |                             |
| Jurasik 8 | Marcatori | Zhu, Hao, Tian, Wang, Cui 3 |

| Arbitro: | Gjeding, Hansen |

|                |           |          |
| Ertel, Souza 3 | Marcatori | Džomba 7 |

| Arbitro: | Canbro, Claesson |

|       |           |                            |
| Hao 5 | Marcatori | Abalo, Guigou, Karabatić 5 |

| Arbitro: | Chernega, Poladenko |

|         |           |                     |
| Rocas 7 | Marcatori | Jurasik, Lijewski 4 |

| Arbitro: | Karbaschi, Kolahdouzan |

|                          |           |           |
| M. Jurecki, Tłuczyński 6 | Marcatori | Ribeiro 7 |

| Arbitro: | Elmoamli, Shaban Ali |

|       |           |         |
| Cui 5 | Marcatori | Tomás 7 |

| Arbitro: | Chernega, Paladenko |

|            |           |          |
| B. Gille 7 | Marcatori | Džomba 5 |

| Arbitro: | Elmoamli, Shaban Ali |

|                     |           |            |
| Ribeiro, Laureano 5 | Marcatori | Cui, Cui 4 |

| Arbitro: | Lemme, Ullrich |

|            |           |          |
| B. Gille 6 | Marcatori | García 7 |

| Arbitro: | Gjeding, Hansen |

|          |           |              |
| Džomba 7 | Marcatori | Tłuczyński 7 |

| Arbitro: | Baum, Goralczyk |

|          |           |                  |
| Romero 8 | Marcatori | Pacheco Filho 12 |

| Arbitro: | Karbaschi, Kolahdouzan |

|         |           |       |
| Šprem 8 | Marcatori | Hao 6 |

| Arbitro: | Liudowyk, Vakula |

|              |           |             |
| B. Jurecki 7 | Marcatori | Karabatić 8 |

### Girone B

#### Classifica
| Pos. | Squadra       | Pt | G | V | N | P | GF  | GS  | DR |
| ---- | ------------- | -- | - | - | - | - | --- | --- | -- |
| 1.   | Corea del Sud | 6  | 5 | 3 | 0 | 2 | 122 | 129 | -7 |
| 2.   | Danimarca     | 6  | 5 | 2 | 2 | 1 | 137 | 131 | +6 |
| 3.   | Islanda       | 6  | 5 | 2 | 2 | 1 | 151 | 146 | +5 |
| 4.   | Russia        | 5  | 5 | 2 | 1 | 2 | 136 | 131 | +5 |
| 5.   | Germania      | 5  | 5 | 2 | 1 | 2 | 126 | 130 | -4 |
| 6.   | Egitto        | 2  | 5 | 0 | 2 | 3 | 127 | 132 | -5 |

#### Risultati
| Arbitro: | Krstic, Ljubic |

|            |           |               |
| Igropulo 9 | Marcatori | Guðjónsson 12 |

| Arbitro: | Canbro, Claesson |

|         |           |       |
| Kraus 7 | Marcatori | Cho 7 |

| Arbitro: | Bord, Buy |

|                |           |            |
| Christiansen 6 | Marcatori | El Ahmar 8 |

| Arbitro: | Liudowyk, Vakula |

|             |           |              |
| El Ahmar 10 | Marcatori | Rastvorcev 8 |

| Arbitro: | Licis, Stolarovs |

|        |           |             |
| Jung 9 | Marcatori | Nøddesbo 11 |

| Arbitro: | Bord, Buy |

|              |           |          |
| Guðjónsson 8 | Marcatori | Kraus 13 |

| Arbitro: | Krstic, Ljubic |

|            |           |        |
| Glandorf 7 | Marcatori | Zaky 7 |

| Arbitro: | Baum, Goralczyk |

|        |           |                        |
| Yoon 6 | Marcatori | Geirsson, Sigurðsson 5 |

| Arbitro: | Breto, Huelin |

|                |           |                         |
| Christiansen 6 | Marcatori | Černoivanov, Igropulo 6 |

| Arbitro: | Breto, Huelin |

|               |           |        |
| Abd Elsalam 8 | Marcatori | Paek 7 |

| Arbitro: | Gjeding, Hansen |

|            |           |         |
| Filippov 6 | Marcatori | Kraus 6 |

| Arbitro: | Canbro, Claesson |

|            |           |              |
| Nøddesbo 6 | Marcatori | Guðjónsson 8 |

| Arbitro: | Din, Dinu |

|               |           |        |
| Sigurðsson 10 | Marcatori | Zaky 9 |

| Arbitro: | Bord, Buy |

|              |           |        |
| Rastvorcev 6 | Marcatori | Yoon 7 |

| Arbitro: | Krstic, Ljubic |

|         |           |          |
| Kraus 6 | Marcatori | Boesen 8 |

## Fase finale

### Tabellone
|  | Quarti di finale        | Quarti di finale        |                         |         | Semifinali         | Semifinali         |  |  | Finale                  | Finale |
|  |                         |                         |                         |         |                    |                    |  |  |                         |        |
|  | Pechino, 20 agosto 2008 |                         |                         |         |                    |                    |  |  |                         |        |
|  |                         |                         |                         |         |                    |                    |  |  |                         |        |
|  | Polonia                 | 30                      |                         |         |                    |                    |  |  |                         |        |
|  | Polonia                 | 30                      | Pechino, 22 agosto 2008 |         |                    |                    |  |  |                         |        |
|  | Islanda                 | 32                      |                         |         |                    |                    |  |  |                         |        |
|  | Islanda                 | 32                      | Islanda                 | 36      |                    |                    |  |  |                         |        |
|  | Pechino, 20 agosto 2008 |                         | Islanda                 | 36      |                    |                    |  |  |                         |        |
|  |                         | Spagna                  | 30                      |         |                    |                    |  |  |                         |        |
|  | Corea del Sud           | Spagna                  | 30                      | 24      |                    |                    |  |  |                         |        |
|  | Corea del Sud           |                         | Pechino, 24 agosto 2008 | 24      |                    |                    |  |  |                         |        |
|  | Spagna                  | 29                      |                         |         |                    |                    |  |  |                         |        |
|  | Spagna                  | 29                      | Islanda                 | 23      |                    |                    |  |  |                         |        |
|  | Pechino, 20 agosto 2008 |                         | Islanda                 | 23      |                    |                    |  |  |                         |        |
|  |                         | Francia                 | 28                      |         |                    |                    |  |  |                         |        |
|  | Danimarca               | Francia                 | 28                      | 24      |                    |                    |  |  |                         |        |
|  | Danimarca               | Pechino, 22 agosto 2008 |                         | 24      |                    |                    |  |  |                         |        |
|  | Croazia                 | 26                      |                         |         |                    |                    |  |  |                         |        |
|  | Croazia                 | 26                      | Croazia                 | 23      | Finale terzo posto | Finale terzo posto |  |  |                         |        |
|  | Pechino, 20 agosto 2008 |                         | Croazia                 | 23      | Finale terzo posto | Finale terzo posto |  |  |                         |        |
|  |                         | Francia                 | 25                      |         |                    |                    |  |  |                         |        |
|  | Francia                 | Francia                 | 25                      | 27      | Spagna             | 35                 |  |  |                         |        |
|  | Francia                 |                         |                         | 27      | Spagna             | 35                 |  |  |                         |        |
|  | Russia                  | 24                      |                         | Croazia | 29                 |                    |  |  |                         |        |
|  | Russia                  | 24                      |                         |         | 29                 |                    |  |  |                         |        |
|  |                         |                         |                         |         |                    |                    |  |  | Pechino, 24 agosto 2008 |        |
|  |                         |                         |                         |         |                    |                    |  |  |                         |        |

### Quarti di finale
| Arbitro: | Lemme, Ullrich |

|            |           |            |
| Narcisse 9 | Marcatori | Kokšarov 5 |

| Arbitro: | Bord, Buy |

|                       |           |             |
| Jachlewski, Tkaczyk 6 | Marcatori | Petersson 6 |

| Arbitro: | Breto, Huelin |

|                |           |         |
| Christiansen 6 | Marcatori | Šprem 7 |

| Arbitro: | Gjeding, Hansen |

|         |           |         |
| Jeong 7 | Marcatori | Rocas 8 |

### Play-off 5º-8º posto
| Arbitro: | Elmoamli, Shaban Ali |

|           |           |                |
| Dibirov 8 | Marcatori | Christiansen 8 |

| Arbitro: | Canbro, Claesson |

|           |           |        |
| Jurasik 7 | Marcatori | Yoon 6 |

### Semifinali
| Arbitro: | Chernega, Poladenko |

|                    |           |                 |
| Burdet, Narcisse 6 | Marcatori | Horvat, Šprem 5 |

| Arbitro: | Krstic, Ljubic |

|                          |           |         |
| Sigurðsson 7, Geirsson 7 | Marcatori | Rocas 6 |

### Finale 7º posto
| Arbitro: | Aires Menezes, Aparecido Pinto |

|          |           |       |
| Hansen 8 | Marcatori | Ko 10 |

### Finale 5º posto
| Arbitro: | Karbaschi, Kolahdouzan |

|             |           |            |
| Kokšarov 10 | Marcatori | Jurasik 10 |

### Finale 3º posto
| Arbitro: | Din, Dinu |

|           |           |                  |
| Duvnjak 7 | Marcatori | García, Prieto 7 |

### Finale
| Arbitro: | Lemme, Ullrich |

|              |           |             |
| Stefansson 5 | Marcatori | Karabatić 8 |

## Classifica finale
| Pos | Squadre       |
| --- | ------------- |
|     | Francia       |
|     | Islanda       |
|     | Spagna        |
| 4   | Croazia       |
| 5   | Polonia       |
| 6   | Russia        |
| 7   | Danimarca     |
| 8   | Corea del Sud |
| 9   | Germania      |
| 10  | Brasile       |
| 11  | Egitto        |
| 12  | Cina          |

## Podio
| Oro | Argento | Bronzo |
| Francia | Islanda | Spagna |
| Luc Abalo Joël Abati Cédric Burdet Didier Dinart Jerome Fernandez Bertrand Gille Guillaume Gille Olivier Girault Michaël Guigou Nikola Karabatić Daouda Karaboue Cristophe Kempe Daniel Narcisse Thierry Omeyer Cedric Paty | Sturla Ásgeirsson Arnór Atlason Logi Geirsson Snorri Steinn Guðjónsson Hreiðar Levy Guðmundsson Róbert Gunnarsson Björgvin Páll Gústavsson Ásgeir Örn Hallgrímsson Ingimundur Ingimundarson Sverre Andreas Jakobsson Alexander Petersson Guðjón Valur Sigurðsson Sigfús Sigurðsson Ólafur Stefánsson | David Barrufet Jon Belaustegui David Davis Alberto Entrerríos Raúl Entrerríos Ruben Garabaya Juanín García Jose Javier Hombrados Demetrio Lozano Cristian Malmagro Carlos Prieto Albert Rocas Iker Romero Víctor Tomás |

## Statistiche

### Classifica marcatori
Fonte: Report ufficiale dei Giochi della XXIX Olimpiade.
| Pos. | Nome                     | Nazionale | Reti | Tiri |
| ---- | ------------------------ | --------- | ---- | ---- |
| 1    | Juanín García            | Spagna    | 49   | 65   |
| 2    | Snorri Steinn Guðjónsson | Islanda   | 48   | 77   |
| 3    | Guðjón Valur Sigurðsson  | Islanda   | 43   | 66   |
| 4    | Lars Christiansen        | Danimarca | 42   | 59   |
| 5    | Michael Kraus            | Germania  | 38   | 65   |
| 6    | Mariusz Jurasik          | Polonia   | 37   | 59   |
| 6    | Nikola Karabatić         | Francia   | 37   | 69   |
| 8    | Konstantin Igropulo      | Russia    | 36   | 63   |
| 8    | Jesper Nøddesbo          | Danimarca | 36   | 47   |
| 10   | Bertrand Gille           | Francia   | 35   | 48   |
| 10   | Daniel Narcisse          | Francia   | 35   | 69   |
| 10   | Albert Rocas             | Spagna    | 35   | 54   |

## Premi individuali
Migliori giocatori del torneo.
| Ruolo            | Giocatore                |
| ---------------- | ------------------------ |
| Portiere         | Thierry Omeyer           |
| Ala sinistra     | Guðjón Valur Sigurðsson  |
| Terzino sinistro | Daniel Narcisse          |
| Centrale         | Snorri Steinn Guðjónsson |
| Terzino destro   | Ólafur Stefánsson        |
| Ala destra       | Albert Rocas             |
| Pivot            | Bertrand Gille           |